# Schloßplatz (Wiesbaden)

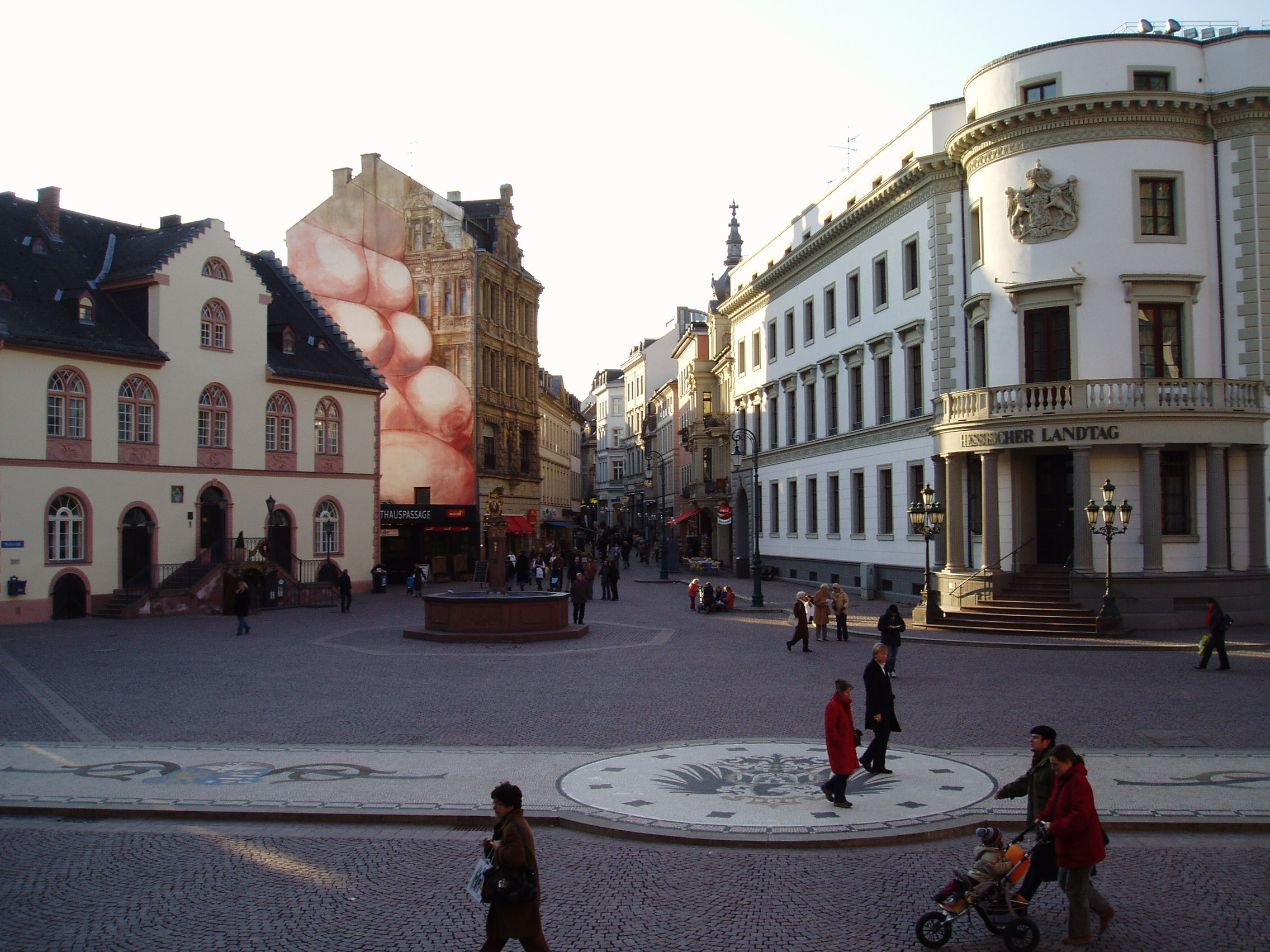
Schloßplatz

Schloßplatz (Piazza Castello) è una centralissima piazza di Wiesbaden, situata nel quartiere Mitte. Lungo la piazza si affacciano monumenti tra cui il Castello di Wiesbaden, la Chiesa di mercato, il Municipio Nuovo e il Municipio Vecchio.